# Belper
Belper ist eine Stadt und eine Verwaltungseinheit im District Amber Valley in der Grafschaft Derbyshire, England. Belper ist 11,4 km von Derby entfernt. Im Jahr 2001 hatte sie 21.938 Einwohner.

## Söhne und Töchter der Stadt
- Samuel Slater (1768–1835), US-amerikanischer Unternehmer und früher Industrieller
- Francis Bottome (1823–1894), methodistischer Kirchenliederdichter
- Michael Allaby (1933–2025), Schriftsteller und Herausgeber
- Willie Green (* 1943), Autorennfahrer
- Ron Webster (* 1943), Fußballspieler
- Suzy Kendall (* 1944), Schauspielerin
- Alison Spedding (* 1962), Anthropologin und Autorin
- Rob Clare (* 1983), Fußballspieler
- Ross Davenport (* 1984), Schwimmer
- Hollie Webb (* 1990), Hockeyspielerin